# مارغوت أناند
مارغوت أناند (بالفرنسية: Margot Anand)‏ هي كاتِبة فرنسية، ولدت في 27 يوليو 1944 في باريس في فرنسا.

## وصلات خارجية
- الموقع الرسمي